# Sclerodermataceae
As Sclerodermataceae são uma família de fungos da ordem Boletales, contendo vários gêneros de fungos incomuns que pouco se assemelham aos boletos. Táxons, que incluem espécies comumente conhecidas como 'bolas de pelúcia', 'bolas de terra' ou 'estrelas da terra', são comuns em regiões temperadas e tropicais. Os membros mais conhecidos incluem a bola de terra Scleroderma citrinum, o fungo corante Pisolithus tinctorius e as 'boca bonita' do gênero Calostoma.

## Descrição
Os corpos de fruto são principalmente epígenos (acima do solo), raramente hipógenos (subterrâneos), de forma mais ou menos esférica, sem haste ou com haste irregular semelhante a uma raiz. O perídio (parede externa) é geralmente simples, raramente com 2 camadas, firme, raramente fino, membranoso, quebrando-se irregularmente ou em lóbulos ou em decomposição, revelando a gleba. A gleba normalmente tem setores portadores de basídios bem definidos, que são separados uns dos outros por veias estéreis e nos quais os basídios estão regularmente espalhados pelo tecido. A gleba, que é marrom ou branca em espécimes jovens, torna-se roxa escura a roxa acastanhada com a idade e se desfaz em um pó de esporos e tecidos em desintegração na maturidade. Os basídios são aproximadamente clavados (em forma de clube). Os esporos são marrons, de forma aproximadamente esférica, com paredes espessas, espinhos ou verrugas ou com aparência de rede. Os esporos são espalhados pelo vento, por predadores, ou são levados para o solo pela água da chuva.

## Habitat
Espécimens são encontrados crescendo no solo ou associados a madeira podre e são principalmente ectomicorrízicos com plantas lenhosas.

## Galeria

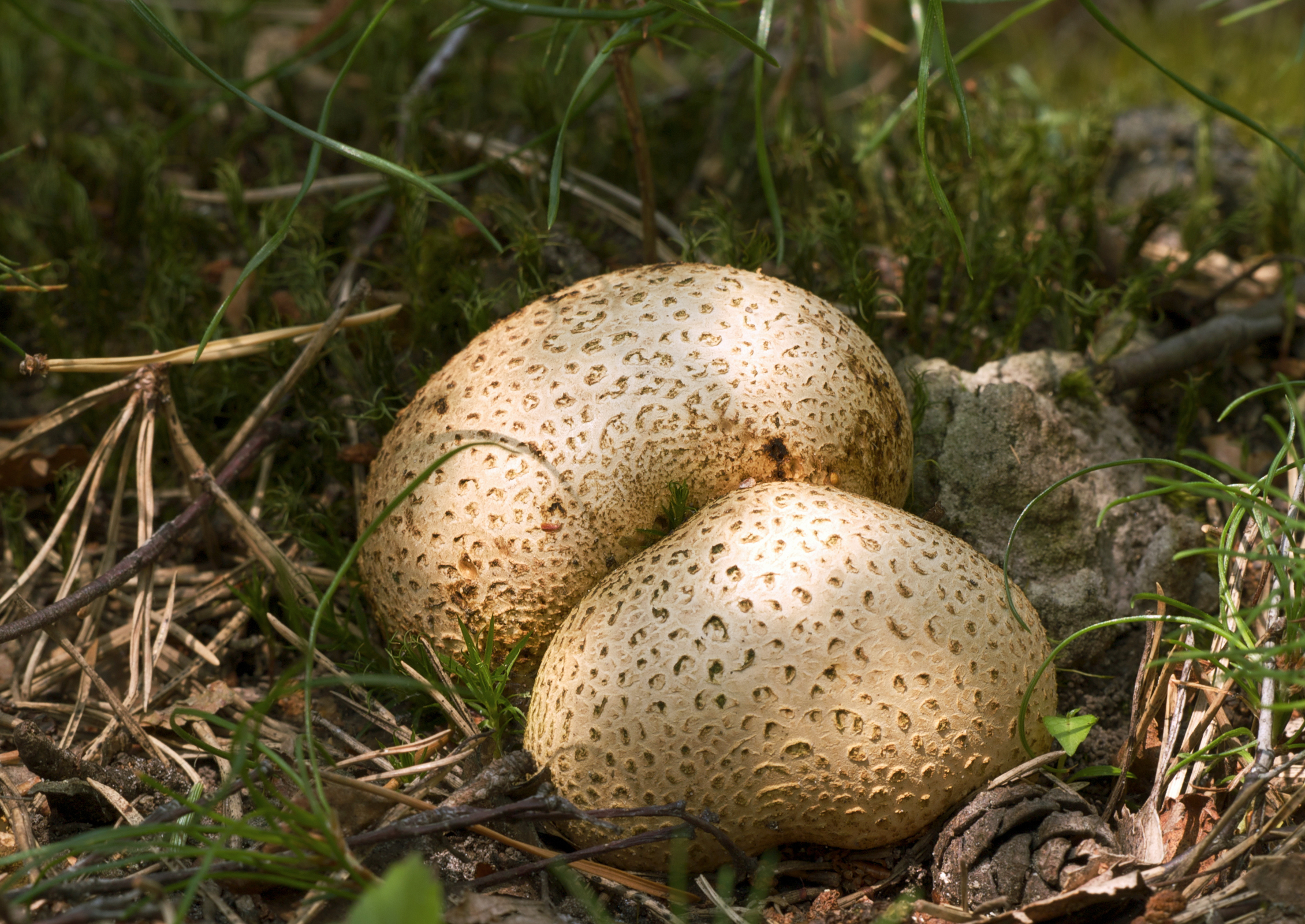
Scleroderma citrinum
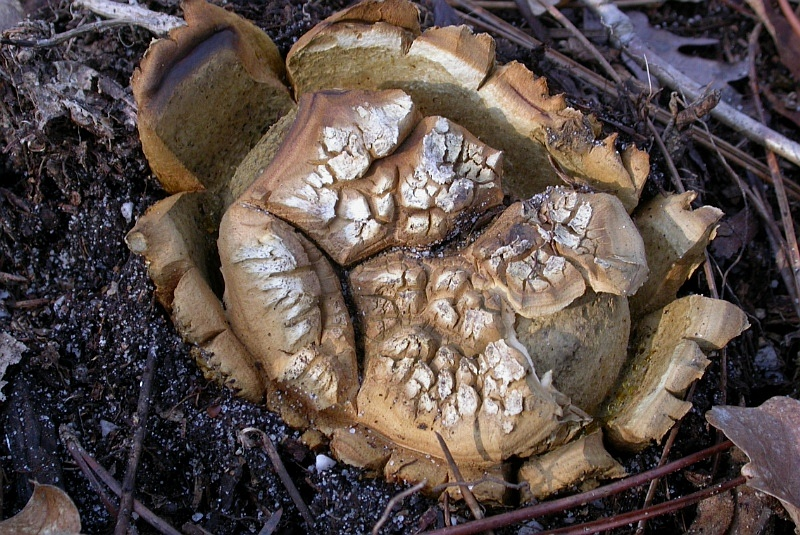
Scleroderma geaster
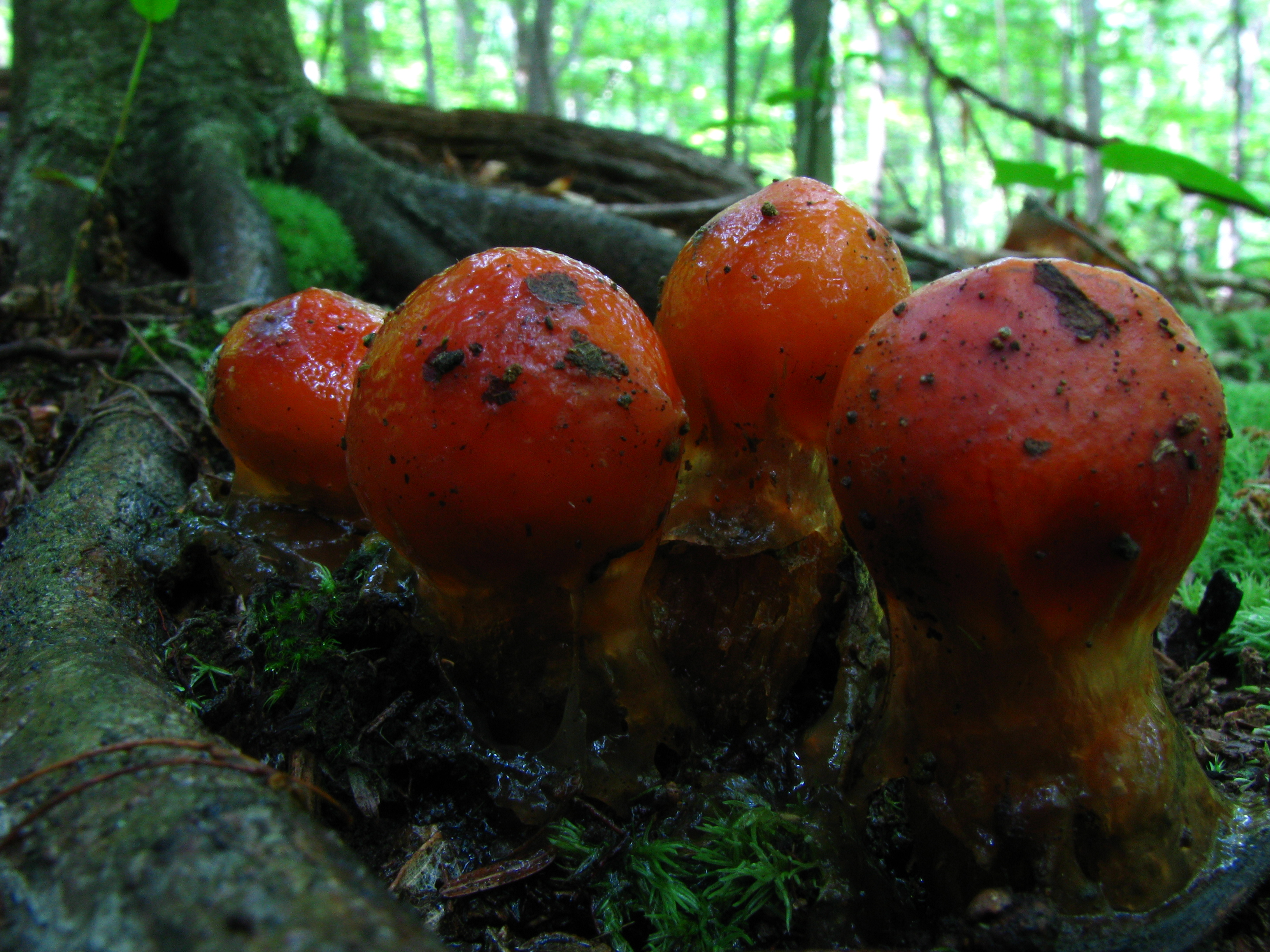
Calostoma cinnabarina
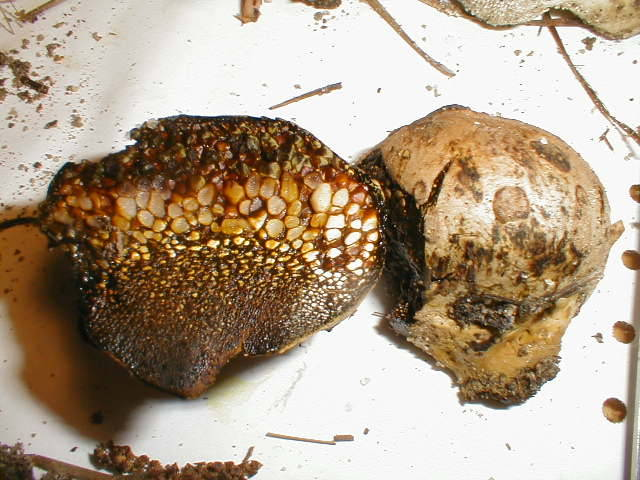
Pisolithus arhizus